# Сигла (заповідне урочище)
Си́гла — заповідне урочище місцевого значення в Україні. Розташована в межах Турківського району Львівської області, між селами Задільське і Красне. 
Площа 25 га. Заснована рішенням Львівської облради від 9.10.1984 року, № 495. Перебуває у віданні ДП «Боринський лісгосп» (Мохнатське лісництво, кв. 9). 
Статус надано з метою збереження високопродуктивних насаджень смереки. Заповідне урочище розташоване при південно-західних схилах хребта Довжки, що в масиві Сколівські Бескиди.